# جوردن تشافيز
جوردن تشافيز (بالإنجليزية: Jordan Chavez)‏ هو لاعب كرة قدم أمريكي، ولد في 28 فبراير 1997 في سان دييغو في الولايات المتحدة. لعب مع UNLV Rebels men's soccer ‏.

## وصلات خارجية
- جوردن تشافيز على موقع قاعدة بيانات كرة القدم.إي يو (الإنجليزية)
- جوردن تشافيز على موقع Soccerway.com (الإنجليزية)
- جوردن تشافيز على موقع عالم كرة القدم.نت (الإنجليزية)